# Листовус волосконосний
{{#ifeq:0|0|{{#if:Cirriphyllum piliferum|{{#if:|[[]}}|[[]]}}}}
Листовус волосконосний (Cirriphyllum piliferum) — вид мохів порядку гіпнобрієвих (Hypnales).

## Поширення
Ареал охоплює такі частини світу: Європа, Макаронезія, Північна Америка, Азія.
Мох часто росте переважно у вологих лісах або на луках аж до альпійського рівня.

## Характеристика

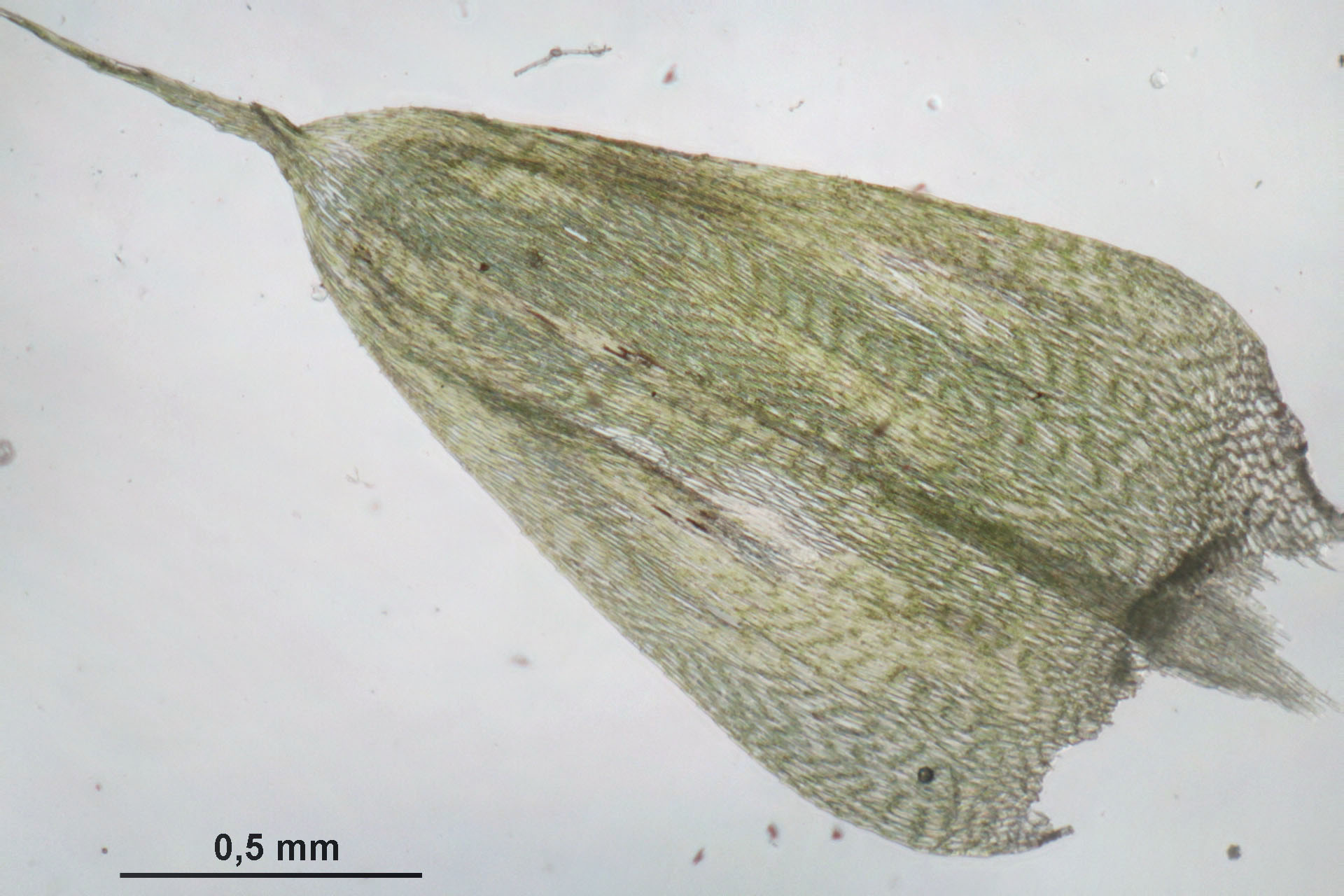

Стебла нерівномірно розгалужені й можуть досягати 10 см в довжину. Листки овальної форми, злегка зубчасті та раптово звужуються до волосоподібної форми. Листкова жилка простягається приблизно до середини листа. Ніжка коробочки бородавчаста, шорстка.